# Gudrid Thorbjarnardóttir
En aquest nom islandès, el darrer nom és un patronímic, no pas un cognom. La manera de referir-se a aquesta persona és pel nom de pila.
Gudrid Thorbjarnardóttir (Islandès: Guðríður víðförla Þorbjarnardóttir; ca. 980 - 1019) fou una exploradora islandesa.
La seva figura apareix a la Saga d'Erik el Roig i la Saga dels Groenlandesos, conegudes com a Sagues de Vinlàndia. Ella i el seu marit Thorfinn Karlsefni, van dirigir una expedició a Vinland durant la qual va néixer el seu fill Snorri Þorfinnsson considerat el primer europeu nascut al continent americà.

## Biografia
Segons la Saga d'Èrik del Roig Gudrid era filla d'un cabdill anomenat Thorbjorn de Laugarbrekka. Gudrid va acompanyar el seu pare en un viatge a Groenlàndia al costat d'Èrik el Roig. Per altra banda, segons la Saga dels Groenlandesos, Gudrid es va casar amb un mercader noruec anomenat Thorir però que va morir al cap de poc a causa d'una malaltia.
D'acord amb els mateixos textos, Gudrid representa un exemple de la transició nòrdica de la religió pagana al cristianisme. S'hi narra com en una ocasió va rebutjar interpretar uns cants rituals ja que es considerava a si mateixa una dona crisitiana.
Sempre segons ambdues sagues, Gudrid es va casar amb Thorstein Eiriksson, fill d'Èrik el Roig, a qui podria haver acompanyat en la seva expedició a Vinland. En el viatge Thorstein va emmalaltir i es va morir.
Després d'enviudar per segona vegada, Gudrid va viatjar a Brattahlíð, on es va casar amb un mercader anomenat Thorfinn Karlsefni, amb qui van decidir emprendre una viatge a Vinland. Segons les sagues, en la seva estada allà van tenir un fill anomenat Snorri Thorfinnsson entre l'any 1005 i el 1015 aproximadament. Al cap de pocs anys, en motiu de conflictes amb pobles indígenes (anomenatsSkrælingar pels colons islandesos).van decidir deixar la costa americana i tornar a Islàndia.
Durant aquest període, a l'entorn de l'any 1000, les conversions d'islandesos al cristianimse eren comuns. Hi ha constància d'un pelegrinatge de Gudrid (que havia tornat a quedar viuda) a Roma quan el seu fill Snorri es va casar. Aquest, al seu torn, va fer construir una església en la qual Gudrid es va retirar a viure com a eremita a la seva tornada.

## Homentages
El 1939 es va instal·lar una estàtua de Gudrid obra de l'escultor Ásmundur Sveinsson a l'Exposició Internacional Nova York que posteriorment es va traslladar a Islàndia. Hi ha còpies d'aquesta estàtua a Laugarbrekka i a Ottawa, Canadà. En l'escultura es veu a Gudrid en una barca, portant el seu fill Snorri a les espatlles.

## En la cultura popular
- La seva història apareix a diverses novel·les: Gudrid the Fair de Maurice Hewlett, a The Sea Road de Margaret Elphinstone, a God's Daughter de Heather Day Gilbert, Over oude wegen de Mathijs Deen.
- La novel·la de ciència-ficció The Technicolor Time Machine by Harry Harrison, imagina a Gudrid desplaçada en el temps i vivint al segle XX com a actriu.
- Gudrid apareix en el manga de Makoto Yukimura "Vinland Saga" que segueix la història de Thorfinn Karlsefni i el seu viatge a Vinland.